# Рауль I (граф Суассона)
Рауль I Добрый, Рауль I де Нель (Raoul le Bon) (ум. 1236) — граф Суассона из рода де Нель (Nesle).

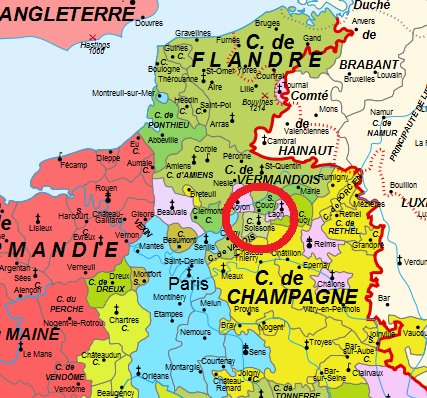
Графство Суассон на карте

Родился ок. 1167 г. Младший из трёх сыновей Рауля II де Нель, бургграфа Брюгге, и его жены Герсенды де Монтегю.
В 1180 году наследовал графство Суассон после смерти Конона — своего старшего брата. В 1184 году также получил шателению Нуайон. Нель и бургграфство Брюгге достались Жану II (ум. 1197/1200), второму сыну Рауля II.
В 1188—1191 Рауль Добрый в составе отряда французского короля Филиппа II Августа участвовал в Третьем крестовом походе и отличился при осаде Аккона. 
После возвращения входил в ближайшее окружение короля и поддерживал его в борьбе с Плантагенетами. В 1214 году участвовал в битве при Бувине, в 1218 — в крестовом походе против альбигойцев.
Похоронен в аббатстве Лонпон.

## Семья
Первая жена (не позднее 1182) — Адель (Аликс) де Дрё (р. ок. 1150, ум. 1205/1210), дочь Роберта I, графа Дрё, до этого трижды овдовевшая. Дети:
- Гертруда (ум. 1220/1222), 1-й муж граф Жан де Бомон, 2-й муж Матьё II де Монморанси, коннетабль Франции.
- Элеонора (ум. 1229/1234), 1-й муж граф Матьё III де Бомон-сюр-Уаз (ум. 12о8), 2-й муж Стефан де Сансер (ум 1252), сеньор де Шатильон-сюр-Луэн, главный виночерпий Франции.

Вторая жена (1210/1215) — Ада д'Авен, дочь Жака д'Авен, вдова Генриха III графа де Гранпре. От неё трое детей:
- Жан (ум. 1270/1272), граф Суассона.
- Рауль де Нель (ум. 1270), сеньор де Кёвр, трувер.
- Изабелла де Нель.